# لويس لوغران
لويس لوغران (بالفرنسية: Louis Legrand)‏ (12 مارس 1921 - 20 أكتوبر 2015) مدرس وأكاديمي فرنسي، عمل أستاذًا للعلوم التربوية في جامعة ستراسبورغ، ومديرا للمعهد الوطني للبحوث التربوية.

## مسيرته
ولد لويس لوغران في بلفور، ثم أمضى طفولته في بيزنسون. التحق بحزب الشباب الاشتراكي وهو في الرابعة عشرة من عمره، ثم حصل على البكالوريا عام 1939. كان مدرساً بديلاً في الريف. ثم قام بتدريس التاريخ والجغرافيا واللغتين الفرنسية والألمانية في مدرسة ابتدائية عليا خلال الحرب العالمية الثانية، أثناء تحضيره لشهادة في الفلسفة. حصل على دبلوم الدراسات المتخصصة وقام بتدريس هذا التخصص في ثانوية فيزول. وفي عام 1950 تم تعيينه مفتشاً للتعليم الابتدائي. قام بإعداد أطروحة ناقشها عام 1958 تحت إشراف بول ريكور في جامعة ستراسبورغ بعنوان “المبدأ الفلسفي لتربية التفسير". ثم تمت ترقيته إلى مفتش الأكاديمية عام 1962 وتم تعيينه في بلفور حيث أنشأ التفتيش الأكاديمي.
في عام 1966، أصبح لويس لوغران مديرًا للأبحاث في المعهد التربوي، حيث أصدر بحثًا حول "الكليات التجريبية" (collèges expérimentaux). في هذا المعهد، يتم منحه الوسائل اللازمة لإجراء البحوث التربوية ويتعاون مع 43 معلما. وستجرب سبع عشرة كلية الطريقة التي سيقترحها، بناءً على تجميع الطلاب حسب المستويات.
في عام 1980، تم تعيينه أستاذاً للعلوم التربوية في جامعة ستراسبورغ.
وفي عام 1982، قام بتأليف تقرير "من أجل كلية ديمقراطية" (Pour un collège démocratique). وفي العام ذاته، كتب تقريرًا يوصي فيه بمشروع طرق التدريس، حيث يتعلم الطلاب عدة أشياء في وقت واحد في مجموعات صغيرة ويساعدهم مدرس خاص. في الواقع، فهو يرغب في تقديم أفكار جديدة تتعارض مع القطاعات الهرمية. وإلى جانب هذا المفهوم الجديد للبيداغوجيا، يقترح دعم كل طالب باختلافاته. ومع ذلك، فإن تقريره وقع ضحية الإصلاح المضاد من قبل اتحاد التعليم الثانوي. ولم يتم قبول مشروعه من قبل وزير التربية والتعليم إلا في عام 1984. وتقرر كل مدرسة ما إذا كانت ستطبقه أم لا.
وفي نهاية التسعينيات، ترأس الرابطة الوطنية لمراكز التدريب على أساليب التربية النشطة.
توفي في 20 أكتوبر 2015 (عن عمر 94 سنة) في أرباجون.

## المنشورات
- تدريس اللغة الفرنسية في المدارس الابتدائية: مشكلات ووجهات نظر (بالفرنسية: L'Enseignement du français à l'école élémentaire : problèmes et perspectives)‏، ديلاشو ونستله، عدة طبعات من 1960 إلى 1972.
- تأثير الوضعية في العمل المدرسي لجول فيري (بالفرنسية: L'Influence du positivisme dans l'œuvre scolaire de Jules Ferry)‏، مارسيل ريفيير، 1961.
- المدرسة الواحدة: تحت أي ظروف؟ (بالفرنسية: L’École unique : à quelles conditions ?)‏، Le Scarabée-CEMEA، 1981. (ردمك  2-7145-0053-6 ، وردمك  978-2-7145-0053-3)
- تعليم الأخلاق اليوم؟ (بالفرنسية: Enseigner la morale aujourd'hui ?)‏، المطابع الجامعية في فرنسا (PUF)، 1991. (ردمك  2-13-043873-3 ، وردمك  978-2-13-043873-1)
- البيدغوجيا الفارقية (بالفرنسية: Les Différenciations de la pédagogie)‏، المطابع الجامعية في فرنسا (PUF)، 1995. (ردمك 978-2-13-046691-8)
- مدرسة العدالة والديمقراطية (بالفرنسية: Une École pour la justice et la démocratie)‏، 1995. (ردمك  978-2-13-046783-0)
- سياسات التعليم (بالفرنسية: Les Politiques de l'éducation)‏، Que sais-je ?)، العدد 2396، 1998. (ردمك  978-2-13-043174-9)
- المدرسة الفريدة من عام 1914 إلى يومنا هذا (بالفرنسية: L’École unique de 1914 à nos jours)‏، (مع جان ميشيل باريو وجان فرانسوا جارسيا)، المطابع الجامعية في فرنسا (PUF)، 1998. (ردمك 978-2-13-049299-3)
- التعليم الوطني: نتائج غير كافية، يمكن أن نفعل ما هو أفضل (بالفرنسية: Éducation nationale : résultats insuffisants, peut mieux faire)‏، دار نشر آرماتان، 2000. (ردمك 978-2-7384-8873-2)
- من أجل رجل حر وموحد - التعليم الجديد اليوم (بالفرنسية: Pour un homme libre et solidaire - L'éducation nouvelle aujourd'hui)‏، هاشيت، 2000. (ردمك  978-2-01-170676-8)
- تأملات في بعض مشاكل التربية الوطنية من بين مشاكل أخرى كثيرة (بالفرنسية: Réflexions sur quelques problèmes de l'Éducation nationale parmi tant d'autres,)‏، دار نشر آرماتان، 2005. (ردمك 978-2-7475-8556-9)
- رواية "nhà-qhê" الصغيرة أو ملحمة Caradec (بالفرنسية: Le Roman du petit "nhà-qhê" ou la saga des Caradec)‏، دار نشر آرماتان، 2004. (ردمك 978-2-7475-6165-5)
- تاريخ العلمانية (بالفرنسية: Histoire de la laïcité)‏، Le Cerf-CRDP de Franche-Comté، 1997. (ردمك 2-84093-018-8، وردمك 978-2-84093-018-1)